# Mezőberény
Mezőberény è una città dell'Ungheria di 11.591 abitanti (dati 2001) . È situato nella contea di Békés, lungo la strada che collega Debrecen a Seghedino sulla linea ferroviaria Budapest-Bucarest.